# Одбојкашка репрезентација Русије
Одбојкашка репрезентација Русије представља национални тим Русије у међународним такмичењима у одбојци. Под овим именом репрезентација наступа од 1992. године. Пре тога играчи из Русије учествовали су у саставу репрезентације СССР. Према званичној ранг листи ФИВБ, Одбојкашка репрезентација Русије тренутно заузима 4. место.

## Успеси репрезентације

### Олимпијске игре
- Одбојка на Летњим олимпијским играма

| Олим. игре    | Учествовање    | Пласман | ИГ | П  | И  | СД | СИ |
| ------------- | -------------- | ------- | -- | -- | -- | -- | -- |
| Атланта 1996. | меч за 3 место | 4       | 8  | 3  | 5  | 11 | 15 |
| Сиднеј 2000.  | Финале         | 2       | 8  | 6  | 2  | 19 | 13 |
| Атина 2004.   | меч за 3 место | 3       | 8  | 5  | 3  | 17 | 13 |
| Пекинг 2008.  | меч за 3 место | 3       | 8  | 6  | 2  | 22 | 11 |
| Лондон 2012.  | Победа         | 1       | 8  | 7  | 1  | 21 | 8  |
| Укупно        | 5/25           |         | 40 | 27 | 13 | 90 | 60 |

### Светско првенство
- Светско првенство у одбојци

### Светска лига
- Светска лига у одбојци

### Светски куп
- Светски куп у одбојци

### Европско првенство
- Европско првенство у одбојци

### Европска лига
- Европска лига у одбојци за мушкарце

## Тренутни састав
Састав репрезентације на светском првенству 2018.
Селектор: Сергеј Шљапников
| Број | Име                | Датум рођења      | Висина | Клуб                  |
| 2    | Илија Власов       | 3. август 1995.   | 212 cm   | Факел Нови Уренгој    |
| 4    | Артем Волвич       | 22. јануар 1990.  | 208    | Зенит Казањ           |
| 5    | Сергеј Гранкин (к) | 21. јануар 1985.  | 195 cm   | Белогорје             |
| 7    | Дмитриј Волков     | 25. мај 1995.     | 201 cm   | Факел Нови Уренгој    |
| 8    | Алексеј Родичев    | 24. март 1988.    | 196    | Локомотив Новосибирск |
| 9    | Јури Берешко       | 27. јануар 1984.  | 196    | Динамо Москва         |
| 10   | Александар Соколов | 1. март 1982.     | 193 cm   | Јарославич Јарослави  |
| 12   | Александар Бутко   | 18. март 1986.    | 198 cm   | Зенит Казањ           |
| 13   | Дмитриј Мусерски   | 29. октобар 1988. | 218 cm   | Сантори Санибирдс     |
| 15   | Виктор Полетаев    | 27. јул 1995.     | 197 cm   | Кузбас Кемерово       |
| 16   | Алексеј Вербов     | 31. јануар 1982.  | 183 cm   | Зенит Казањ           |
| 17   | Максим Михајлов    | 19. март 1988.    | 202 cm   | Зенит Казањ           |
| 18   | Егор Кљука         | 15. мај 1995.     | 208    | Факел Нови Уренгој    |
| 20   | Илијас Куркаев     | 18. јануар 1994.  | 207 cm   | Локомотив Новосибирск |